# William F. Garrison
William F. Garrison (Texas, nacido el 27 de junio de 1944) es un general de división retirado del Ejército de los Estados Unidos, comandante de la Operación Serpiente Gótica, que intentó capturar en 1993 al señor de la guerra somalí Mohamed Farrah Aidid.

## Biografía
Garrison se alistó en el Ejército de los Estados Unidos, en julio de 1966, y fue comisionado como subteniente al graduarse en el Officer Candidate School al año siguiente. Sirvió dos períodos en Vietnam, ganando una Estrella de Bronce por su valor y un Corazón Púrpura por las heridas recibidas en combate. Durante su estancia en suelo vietnamita, participó en el Programa Phoenix, cuyo objetivo era atacar el liderazgo personal del Vietcong.
Tras la Guerra de Vietnam, Garrison pasó la mayor parte de su carrera en unidades de operaciones especiales, incluyendo la unidad de Apoyo e Inteligencia (en inglés estadounidense: Intelligence Support Activity) (ISA) y en la Fuerza Delta de 1985 a 1989, junto con el entonces coronel Carlos Lewis, su última comandancia fue en la Escuela y Centro de Guerra Especial John F. Kennedy. Es conocido por haber sido el comandante a cargo de la Fuerza de Tarea Ranger, durante la Operación Serpiente Gótica en Somalia. Garrison se retiró del Ejército el 3 de agosto de 1996, un día después de la muerte de Mohamed Farrah Aidid, con el rango de general de división. A lo largo de su carrera fue promovido a coronel, general de brigada y finalmente general de división, siendo el oficial más joven en ocupar esos rangos.
Se dice que Garrison estaba también a cargo de una fuerza de asistencia en la captura de Pablo Escobar.
Garrison obtuvo su licenciatura de administración de empresas en la Pan American University y se graduó con un máster de administración de empresas en la Sam Houston State University.